# نديم خليلوفيتش
نديم خليلوفيتش (بالبوسنوية: Nedim Halilović)‏ هو لاعب كرة قدم بوسني في مركز الهجوم، ولد في 1 يوليو 1979 في برتشكو في البوسنة والهرسك. شارك مع منتخب البوسنة والهرسك لكرة القدم. أما مع النوادي، فقد لعب مع دينامو تيرانا ونادي أوربرو ونادي دلكورد ونادي رييكا ونادي سلوبودا توزلا ونادي فاراجدين.

## وصلات خارجية
- نديم خليلوفيتش على موقع قاعدة بيانات كرة القدم.إي يو (الإنجليزية)
- نديم خليلوفيتش على موقع ناشيونال فوتبول تيمز (الإنجليزية)